# 宗教人口列表
这是按信徒和国家列出的宗教人口列表。

## 2012年各宗教人数估计
| 2012年主要宗教团体规模 | 2012年主要宗教团体规模 | 2012年主要宗教团体规模 | 2012年主要宗教团体规模 | 2012年主要宗教团体规模 |
| ---------------------- | ---------------------- | ---------------------- | ---------------------- | ---------------------- |
| 宗教                   | 宗教                   |                        | 人数占比               | 人数占比               |
| 基督教                 | 基督教                 |                        | 33%                    | 33%                    |
| 伊斯兰教               | 伊斯兰教               |                        | 24.1%                  | 24.1%                  |
| 无宗教信仰             | 无宗教信仰             |                        | 16%                    | 16%                    |
| 印度教                 | 印度教                 |                        | 16%                    | 16%                    |
| 佛教                   | 佛教                   |                        | 7%                     | 7%                     |
| 民间宗教               | 民间宗教               |                        | 5.9%                   | 5.9%                   |
| 其他                   | 其他                   |                        | 0.8%                   | 0.8%                   |
| 皮尤研究中心，2015年   |                        |                        |                        |                        |

Adherents.com说：“显示的数量是近似的估计值，这里主要是为了对组进行排序，而不是提供确定的数目。”
| 宗教                        | 信徒人数 | 百分比 |
| --------------------------- | -------- | ------ |
| 基督教                      | 24 亿    | 33%    |
| 伊斯兰教                    | 18 亿    | 24.1%  |
| 世俗/无宗教/不可知论/无神论 | 12 亿    | 16%    |
| 印度教                      | 11.5 亿  | 15%    |
| 佛教                        | 5.21 亿  | 7%     |
| 中国民间信仰                | 3.94 亿  | 5.50%  |
| 民族宗教排除一些不同的类别  | 3 亿     | 4.19%  |
| 非洲傳統宗教                | 1 亿     | 1.40%  |
| 锡克教                      | 3000 万  | 0.32%  |
| 唯靈論                      | 1500 万  | 0.21%  |
| 犹太教                      | 1400 万  | 0.20%  |
| 巴哈伊信仰                  | 700 万   | 0.10%  |
| 耆那教                      | 420 万   | 0.06%  |
| 神道                        | 400 万   | 0.06%  |
| 高臺教                      | 400 万   | 0.06%  |
| 琐罗亚斯德教                | 260 万   | 0.04%  |
| 天理教                      | 200 万   | 0.02%  |
| 新異教主義                  | 100 万   | 0.01%  |
| 一神普救派                  | 80 万    | 0.01%  |
| 拉斯塔法里运动              | 60 万    | 0.01%  |
| 总计                        | 71.67 亿 | 100%   |

## 各宗教信徒在各地的比例

### 基督徒

Christianity by country，2011年6月

基督徒比例最高的国家（截至2010年）：
1. 梵蒂冈 100% （100％天主教會）
2. 皮特凯恩群岛 100% （100％基督复临安息日会）[5]
3. 萨摩亚 ~99% （主要是新教）[6]
4. 羅馬尼亞 99% （主要是罗马尼亚东正教會）
5. 美属萨摩亚 98.3% （主要是新教）[7]
6. 馬爾他 98.1%[8] （主要是天主教會）
7. 委內瑞拉 98%[9] （71%天主教會）
8. 希腊 98% [10] （95%希腊东正教會）
9. 马绍尔群岛 97.2% （主要是新教）[11]
10. 97.2% （主要是新教）[12]
11. 圣马力诺 97%[13] （~97%是天主教會）
12. 巴拉圭 96.9%[14] （主要是天主教會）
13. 秘魯 96.5%[15] （主要是天主教會）
14. 薩爾瓦多 96.4% （主要是天主教會）[16]
15. 基里巴斯 96% （主要是新教）[17]
16. 密克羅尼西亞聯邦 ~96% （主要是新教）[18]
17. 95.1% （主要是新教）[19]
18. 94.8% （主要是新教）[20]
19. 东帝汶 94.2%[21][22] （主要是天主教會）
20. 亞美尼亞 93.5%[23] （主要是亚美尼亚东正教會）

### 穆斯林
穆斯林比例最高的国家（截至2010年）：

各国伊斯兰教，2014年

1. 馬爾地夫 100% （主要是逊尼派）[24]
2. 毛里塔尼亚 100% （主要是逊尼派）
3. 沙烏地阿拉伯 据报道100%[25] （逊尼派90-95％，什叶派5-10％[25]）
4. 土耳其 99.8% （75％逊尼派，25％什叶派）[26]
5. 99.8% （主要是逊尼派）[27]
6. 阿富汗 ~99%[28] （主要是逊尼派，20％什叶派）[29]
7. 葉門 99.1% （99.9%） （53％逊尼派，47％什叶派[30]）
8. 摩洛哥 98.7% （主要是逊尼派）
9. 阿尔及利亚 98.3%[31] （主要是逊尼派）
10. 伊朗 98% （主要是什叶派）[32]
11. 突尼西亞 98% （主要是逊尼派）
12. 98% （主要是逊尼派）[33]
13. 巴基斯坦 97%[34] （85％逊尼派，15％什叶派）[35]
14. 苏丹 97%[36] （主要是逊尼派）
15. 利比亞 96.6% （99%）[37] （逊尼派）
16. 伊拉克 95% （主要是什叶派）[38]
17. 科威特 95% （主要是逊尼派）[39]
18. 94% （主要是逊尼派）[40]
19. 尼日尔 93% （主要是逊尼派）[41]
20. 91.6[42] （主要是什叶派）[43]
21. 89.4% （逊尼派）[44]
22. 埃及 89.3% （逊尼派）[45]
23. 印度尼西亞 87.18% （99% 逊尼派）[46]
24. 巴林 79%[47]（主要是什叶派）[30]

备注： 沙特阿拉伯的人口普查中不包括其他宗教信仰，这些其他宗教团体的数字可能高于全国报道的数字。虽然皈依伊斯兰教是其支持最多的原则之一，但从伊斯兰教到另一种宗教的转变被认为是叛教罪，可能会受到该国死刑的惩罚。

### 无宗教和无神论者

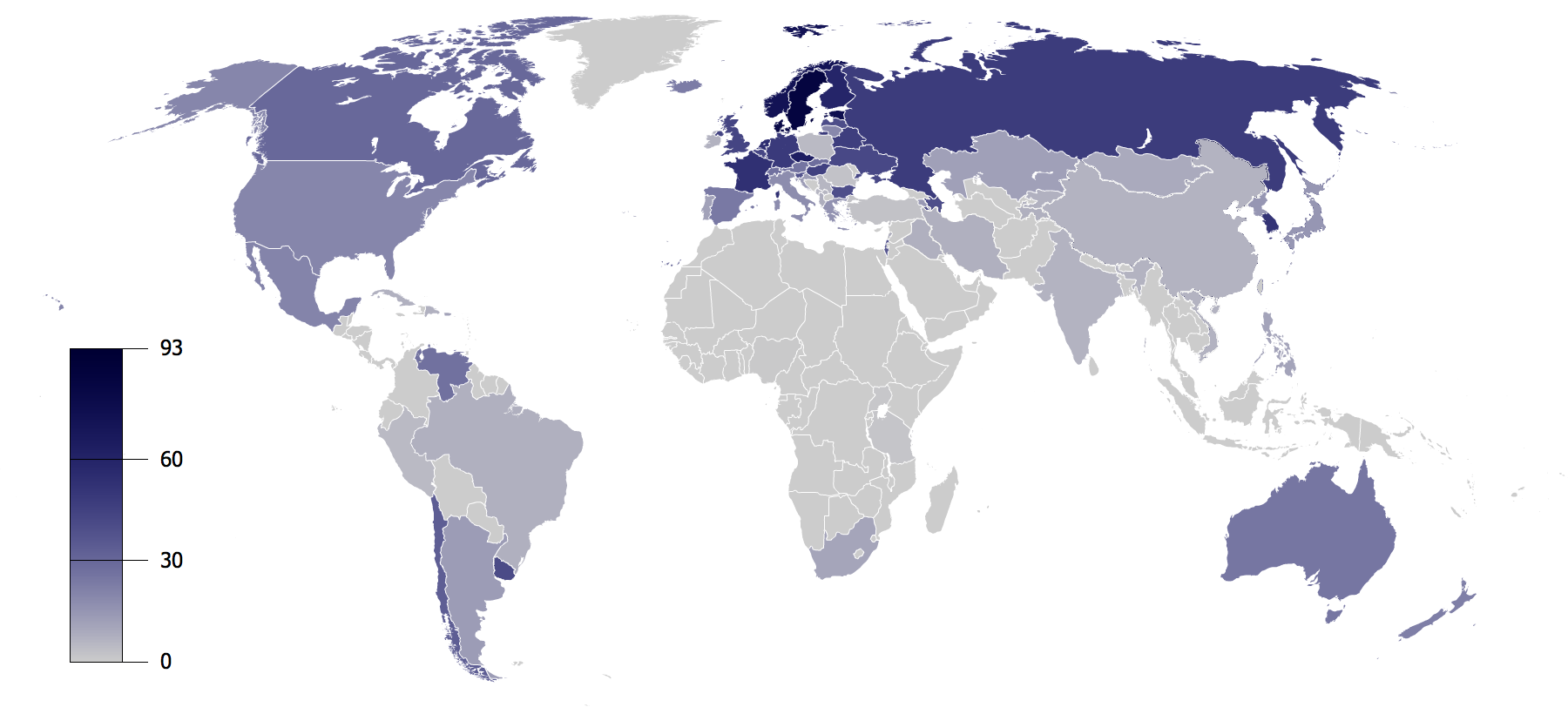
Irreligion by country，2006年

无宗教（包括不可知论和无神论）者比例最高的国家或地区（截至2007年）：
1. 爱沙尼亚 71–82% (77%)
2. 捷克 70-81% (76%)
3. 日本 64–88% (76%)[51]
4. 丹麦 72%
5. 瑞典 46–82% (64%)
6. 越南 44–81% (63%)
7. 中國澳門 62%[52]
8. 香港 57%[53]
9. 法國 43–64%[54] (54%)
10. 挪威 31–72% (52%)
11. 中华人民共和国 47%[55]
12. 荷蘭 39–55% (47%)
13. 芬兰 28–60% (44%)
14. 新西兰 42%[56]
15. 英国 31–52% (42%)[54]
  1.  英格兰 和   25% [57]
16. 30–52% (41%)
17. 德国 25[58]–55%[59] (40%)
18. 匈牙利 32–46% (39%)
19. 比利时 42–43% (39%)
20. 保加利亚 34–40% (37%)
21. 斯洛維尼亞 35–38% (37%)
22. 俄羅斯[60] 13–48% (31%)

备注：通过括号内的平均估计值来排序。无宗教包括不可知论者，无神论者，世俗信徒以及没有正式宗教信仰的人。这并不一定意味着该群体的成员不属于任何宗教。有些宗教与当地文化相协调，可以被视为文化背景而非正式宗教。此外，在许多国家，正式将家庭与宗教机构联系在一起而不正式地执行附属宗教的做法很常见。因此，这一群体的一半以上是有神论和/或受宗教原则影响，但非宗教/非实践的，而不是真正的无神论者或不可知论者。 见精神但不宗教。

### 印度教徒
印度教徒比例最高的国家（截至2010年）：

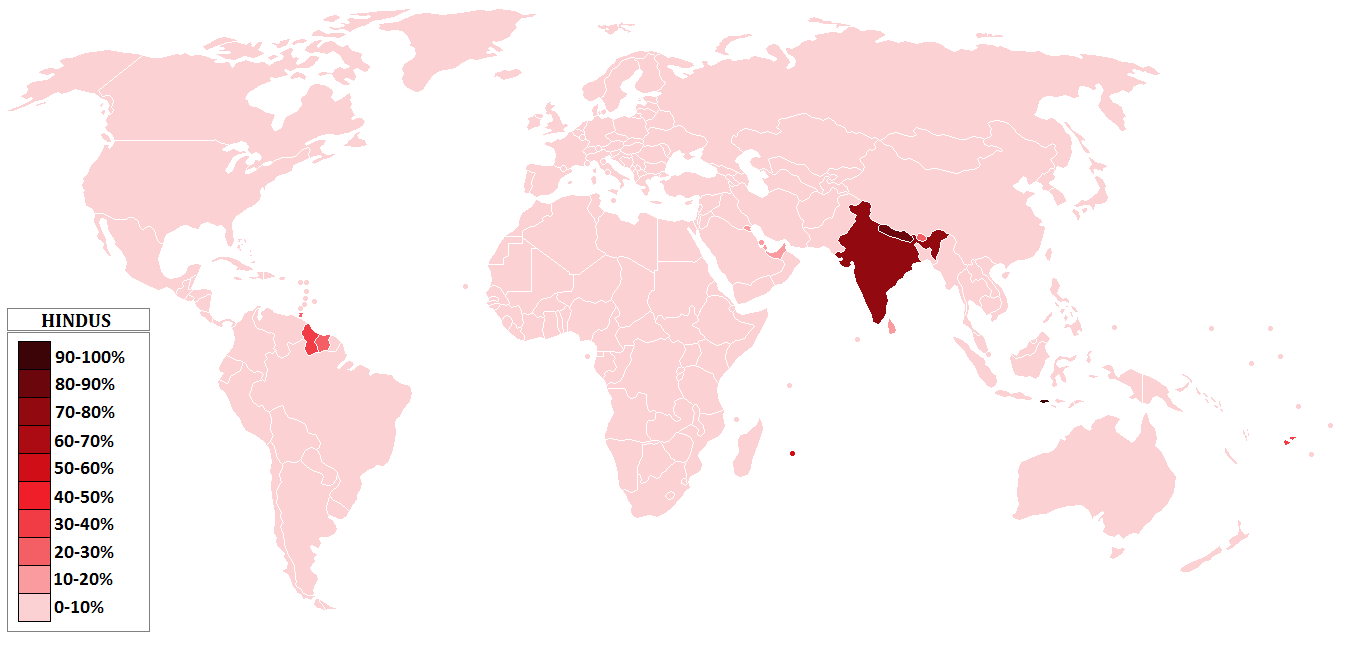
Hinduism by country，2013年

1. 尼泊尔 81.3%[61]
2. 印度 79.8%[62]
3. 模里西斯 54%[63]
4. 斐济 33.7%[64]
5. 28%[65]
6. 不丹 25%[66]
7. 苏里南 22.3%[67]
8. 千里達及托巴哥 18.2%[68]
9. 阿联酋 15%[69]
10. 斯里蘭卡 12.6%[70]
11. 科威特 12%[71]
12. 9.6%[72]
13. 巴林 8.1%[73]
14. 留尼汪 6.7%[74]
15. 马来西亚 6.3%[75]
16. 新加坡 5.1%
17. 阿曼 3%
18. 塞舌尔 2.1%[76]
19. 新西兰 2.0%[77]
20. 巴基斯坦 1.8%
21. 印度尼西亞 1.7%[78]
22. 美国 0.7%[79]

### 佛教徒

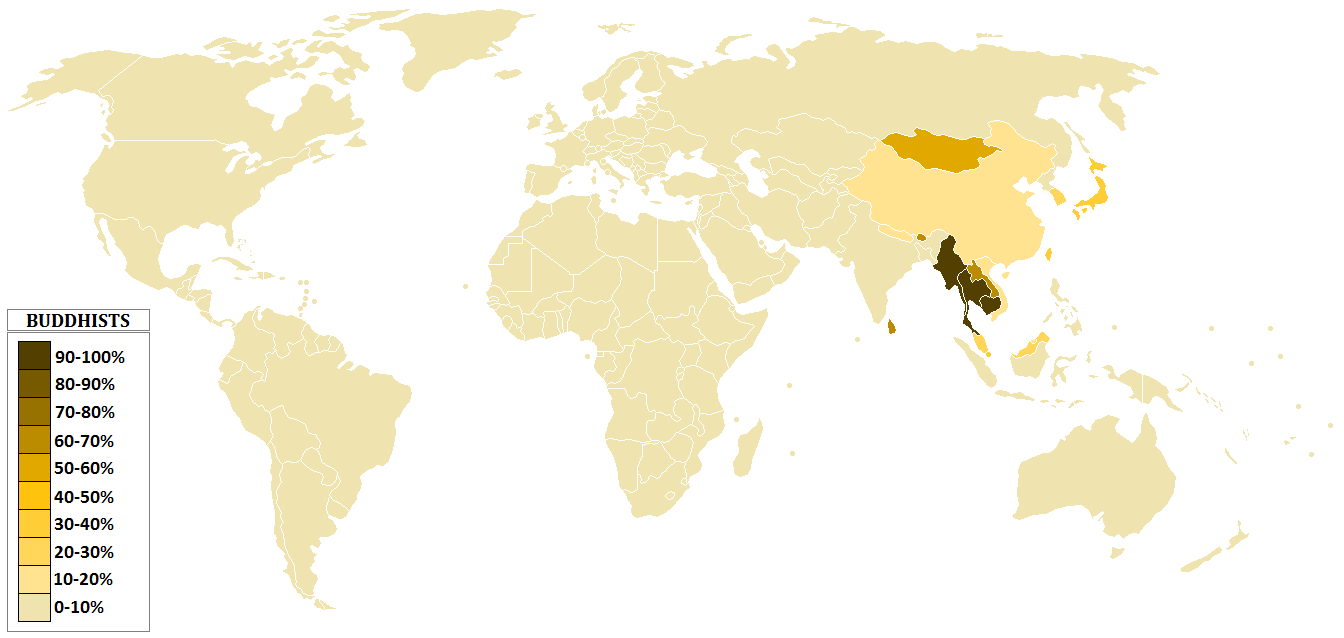
Buddhism by country，2010年

佛教徒比例最高的国家（截至2010年）：
- 柬埔寨 96.9%
- 泰國 93.2%
- 緬甸  80.1%
- 不丹  74.70%
- 斯里蘭卡 69.3%
- 66.0%
- 蒙古国 55.1%
- 日本 36.2%
- 中華民國 35.1%
- 新加坡 33.2%
- 22.9%
- 马来西亚 19.8%
- 中华人民共和国 18.2%
- 澳門 17.3%
- 越南 16.4%
- 香港 13.2%
- 尼泊尔 10.3%

### 道教/儒教/中国民间信仰
道教作为一种精神实践，在西方的介入比佛教和印度教少。尽管《易经》和《道德经》这两部伟大的经典著作很受欢迎，但道教的具体实践并没有在美国传播得十分成功；这些宗教并不像世界各大宗教那样追随者在世界各地普遍存在，因此仍然主要是一个民族宗教。尽管如此，通过太极拳，气功和各种武术，太极图等道教思想和象征在全世界都很受欢迎。
1. 中華民國 33%[83]
2. 中华人民共和国 30%[84]
3. 香港 28%[53]
4. 中國澳門 13.9%[52]
5. 新加坡 8.5%[85]
6. 马来西亚 2.6%[86]
7. 0.2–1%[87]
8. 越南
9. 菲律賓 0.01–0.05%
10. 印度尼西亞 0.05%

截至1998年，中国民间信仰在拉丁美洲有184,000名信徒，在欧洲有25万名信徒，在北美有839,000名信徒。

### 民族和土著宗教
以下所有内容均来自美国国务院2009年国际宗教自由报告，基于对被确定为土著宗教的信徒的最高估计。由于这些宗教的融合性质，以下数字可能无法反映信徒的实际数量。
1. 海地 50%[91]
2. 50%
3. 喀麦隆 40%
4. 多哥 33%[92]
5. 25%
6. 苏丹 25%[93]
7. 23%
8. 20%
9. 布吉納法索 15%
10. 新西兰 15%[94]
11. 南非 15%[95]
12. 刚果民主共和国 12%
13. 中非 10%
14. 加彭 10%
15. 賴索托 10%
16. 奈及利亞 10%
17. 10%[96]
18. 印度尼西亞 9%[97]
19. 9%
20. 帛琉 9%[98]
21. 8.5%
22. 几内亚 5%

### 锡克教徒
锡克教徒比例最高的国家
1. 印度 1.9%
2. 英国 1.2%[99][100]
3. 加拿大 0.9%[101]
4. 马来西亚 0.5%[102]
5. 斐济 0.3%[103]
6. 新加坡 0.3%[104]
7. 美国 0.2%[105][106]
8. 新西兰 0.2%[107]
9. 0.1%[108][109]
10. 義大利 0.1%[110]

锡克教的故乡是印度旁遮普邦，今天锡克教徒占人口的61％。这是锡克教徒占多数的唯一地方。锡克教徒已移民到世界各国 - 特别是英语国家和东亚国家。通过这样做，他们在不同程度上保留了他们独特的文化和宗教身份。锡克教徒在世界范围内并不像世界各大宗教的拥护者那样无处不在，它仍然主要是一个民族宗教。但可以在许多国际城市中找到锡克教徒，锡克教已成为英国和加拿大特别强大的宗教存在。

### 唯靈論
1. 古巴 10.3%
2. 牙买加 10.2%
3. 巴西 4.8%
4. 苏里南 3.6%
5. 海地 2.7%
6. 2.2%
7. 巴哈马 1.9%
8. 尼加拉瓜 1.5%
9. 千里達及托巴哥 1.4%
10. 1.3%
11. 委內瑞拉 1.1%
12. 哥伦比亚 1.0%
13. 1.0%
14. 0.9%
15. 波多黎各 0.7%
16. 巴拿马 0.5%
17. 冰島 0.5%
18. 0.4%
19. 阿根廷 0.2%
20. 0.2%

请注意，所有这些估算值都来自单一来源。然而，这个来源给出了每个国家内唯靈論社区规模的相对指示。

### 犹太教

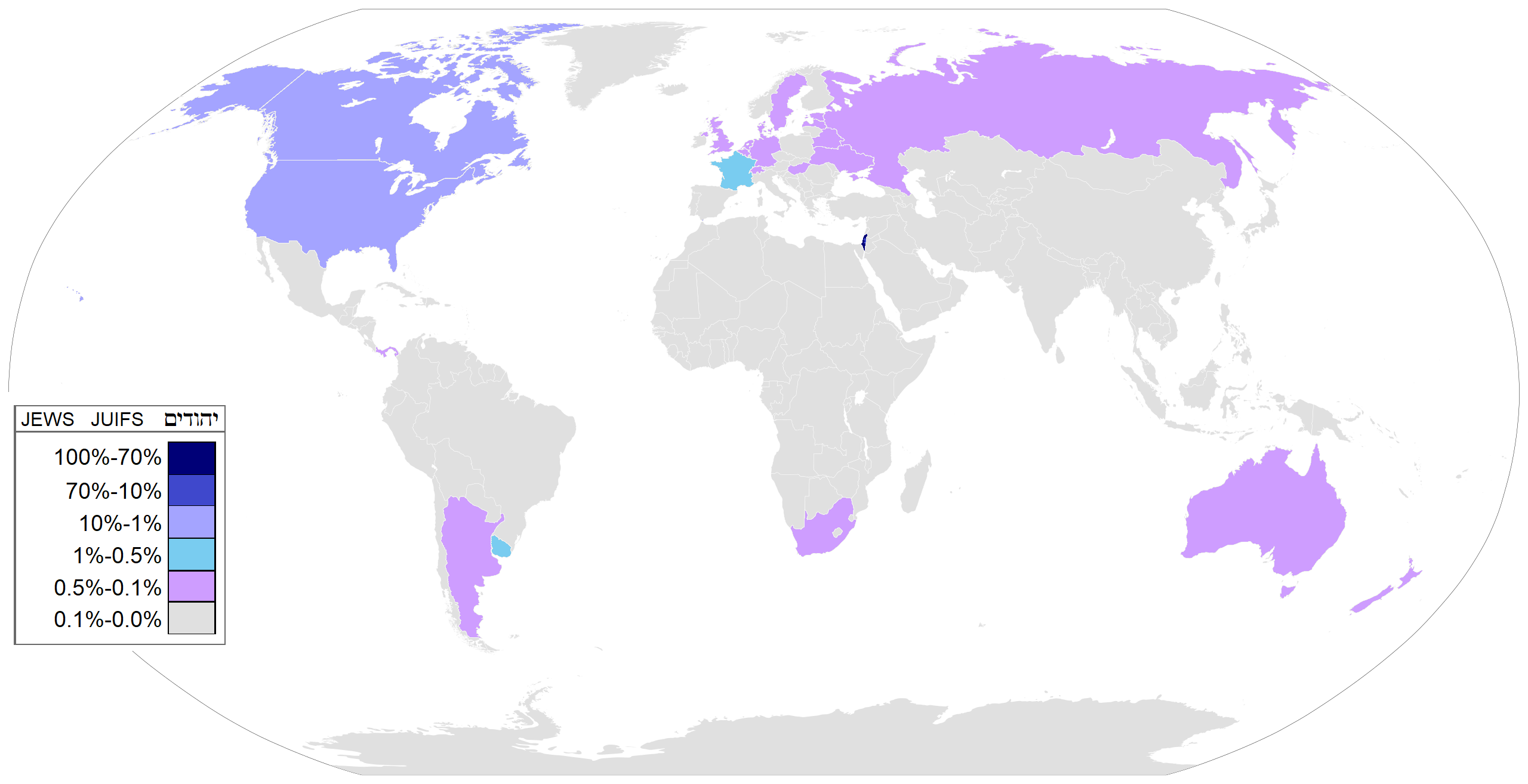
Jewish population by country，2010年

犹太教徒比例最高的国家（截至2010年）：
1. 以色列 75.4%[113]
2. 巴勒斯坦 （仅約旦河西岸地區） 12–14% [114]
3. 摩納哥 2.9%[115]
4. 美国 2.1%[116]
5. 直布罗陀 2.1%
6. 开曼群岛 1.7%[117]
7. ^ 1.3%
8. 加拿大 1.1%
9. 法國 0.8%[118]
10. 阿根廷 0.6%[119]
11. 乌拉圭 0.5%[120]
12. 0.5%
13. 匈牙利 0.5%[121]
14. 美屬維爾京群島 0.5%[121]
15. 拉脫維亞 0.3%[121]
16. 德国 0.25%[58]
17. 荷蘭 0.2%[122]
18. 新西兰 0.2%[121]
19. 乌克兰 0.2%[121]
20. 俄羅斯 0.09%[123]

### 巴哈伊信仰
巴哈伊信仰信徒比例最高的国家（截至2010年），全国人口超过200,000人：
1. 2.5% （2010年伯利兹人口普查在总人口304,106中记录了202名巴哈伊信徒[124][125]，占了0.066％的比例）
2. 玻利维亚 2.2%
3. 尚比亞 1.8%
4. 模里西斯 1.8% （2011年毛里求斯人口普查在总人口1,236,817中记录了639名巴哈伊信徒[126]，占了0.05%的比例）
5. 1.6% （2002年圭亚那人口普查在总人口751,223中记录了500名巴哈伊信徒[127]，占了0.067%的比例）
6. 1.4%
7. 1.2% （2010年巴巴多斯人口普查在总人口250,010中记录了178名巴哈伊信徒[128]，占了0.07%的比例）
8. 千里達及托巴哥 1.2%
9. 巴拿马 1.2%
10. 1.0%
11. 賴索托 0.9%
12. 0.9%
13. 留尼汪 0.9%
14. 0.9%
15. 0.8%
16. 0.8%
17. 苏里南 0.8%
18. 刚果共和国 0.6%
19. 所罗门群岛 0.6%
20. 委內瑞拉 0.6%

- 备注和来源： . QuickLists > Compare Nations > Religions. The Association of Religion Data Archives. 2010  [2013-08-20]. （原始内容存档于2018-12-25）. 根据世界基督教百科全书和“世界基督教趋势”提供的信息，使用“世界基督教数据库”进行信徒估计。系统缺陷是对基督教徒的估计高于其他国家的数据集。[129] 参见 . Largest Religious Communities. Adherents.com. 2013  [2013-08-20]. （原始内容存档于2010-07-07）. for 2000 estimates among all nations. 其中一些国家的统计数据和该国人口普查数字差异很大。

### 耆那教徒
1. 印度 0.3%
2. 苏里南 0.3%
3. 斐济 0.2%
4. 0.2%

## 按人口排列

### 基督徒
最多基督徒人口 （截至2011年）：
1. 美国 229,157,250[130]
2. 巴西 169,213,130[131]
3. 俄羅斯 114,198,444[132]
4. 墨西哥 106,204,560[133]
5. 奈及利亞 80,510,000[134]
6. 菲律賓 78,790,000[135]
7. 中國 67,070,000[134]
8. 刚果民主共和国 63,150,000[134]
9. 法國 55,948,600
10. 義大利 55,832,000
11. 衣索比亞 51,477,950
12. 德国 50,752,580[136]
13. 哥伦比亚 44,502,000
14. 乌克兰 41,973,000
15. 南非 40,243,000
16. 西班牙 38,568,000
17. 波蘭 36,526,000
18. 33,625,790
19. 阿根廷 33,497,100
20. 英国 33,200,417
21. 乌干达 29,943,000
22. 印度 28,436,000
23. 委內瑞拉 28,340,790
24. 秘魯 27,365,100
25. 印度尼西亞 24,123,000

### 印度教徒
最多印度教徒人口 （截至2010年）：
1. 印度 957,636,314
2. 尼泊尔 21,354,570
3. 14,274,430
4. 印度尼西亞 4,012,470[78]
5. 巴基斯坦 2,603,895
6. 斯里蘭卡 2,554,606
7. 马来西亚 1,700,100
8. 美国 1,543,730
9. 阿联酋 1,239,610
10. 南非 749,870
11. 模里西斯 665,820
12. 英国 630,000
13. 加拿大 497,960
14. 坦桑尼亚 403,570
15. 科威特 328,440
16. 275,500
17. 新加坡 264,370
18. 斐济 261,097[64]
19. 千里達及托巴哥 240,100[68]
20. 緬甸 203,000[137]
21. 不丹 177,100
22. 德国 120,000

### 穆斯林
最多穆斯林人口 （截至2017年）

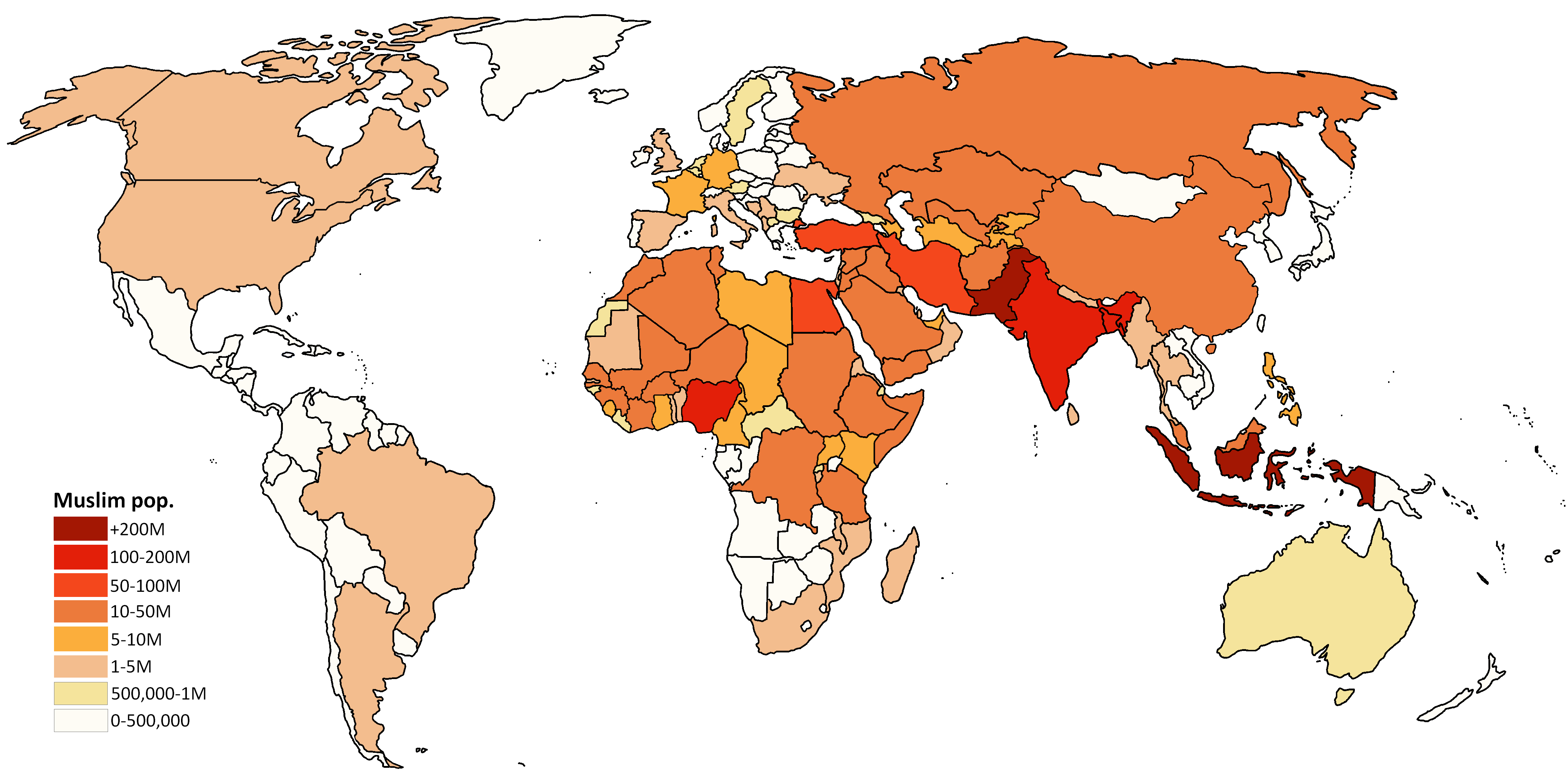
各国穆斯林，2009年

1. 印度尼西亞 245,000,000[78]
2. 巴基斯坦     203,000,000
3. 印度        182,000,000
4. 142,937,800
5. 奈及利亞      90,000,000
6. 伊朗         73,238,340
7. 埃及        70,056,000
8. 土耳其  70,036,838
9. 阿尔及利亚  36,092,810
10. 摩洛哥  31,351,800
11. 阿富汗  30,112,680
12. 苏丹        30,064,180
13. 伊拉克         29,767,300
14. 衣索比亞 28,120,050
15. 沙烏地阿拉伯 26,624,560
16. 25,628,240
17. 俄羅斯 25,000,000[138]
18. 葉門        23,836,523
19. 中國        20,095,870
20. 叙利亚        19,601,750
21. 马来西亚 17,085,402

### 佛教徒
最多佛教徒人口
1. 中國 244,130,000
2. 泰國 64,420,000
3. 日本 45,820,000
4. 緬甸  38,410,000
5. 10,500,000
6. 印度  9,250,000
7. 臺灣 8,086,000
8. 马来西亚 5,010,000
9. 斯里蘭卡 4,450,000
10. 越南 4,380,000
11. 柬埔寨 3,690,000
12. 印度尼西亞 1,710,000

### 锡克教徒
最多锡克教徒人口
1. 印度 22,892,600
2. 英国 853,000
3. 加拿大 620,200
4. 美国 500,010
5. 马来西亚  120,000
6. 100,000[139]
7. 72,300
8. 義大利  70,000
9. 泰國  70,000
10. 緬甸  70,000
11. 阿联酋 50,000
12. 德国 40,000
13. 模里西斯 37,700
14. 72,300
15. 巴基斯坦 50,000
16. 20,000
17. 科威特 20,000
18. 菲律賓 20,000
19. 新西兰 17,400
20. 印度尼西亞 15,000
21. 新加坡 14,500

### 犹太教徒
最多犹太教徒人口 (截至2011年):
1. 美国 6,588,065[140]
2. 以色列 5,907,500[141]
3. 法國 493,600
4. 加拿大 375,000[121]
5. 英国 291,000[121]
6. 俄羅斯 194,000[121]
7. 阿根廷 181,800[121]
8. 德国 119,000[121]
9. 97,300[142]
10. 巴西 95,300[121]
11. 乌克兰 70,200[121]
12. 南非 67,000[121]
13. 匈牙利 48,200[121]
14. 墨西哥 39,200[121]
15. 比利时 30,000[121]
16. 義大利 28,200[121]
17. 智利 18,500[121]
18. 土耳其 17,400[121]
19. 乌拉圭 17,300[121]
20. 白俄羅斯 12,000[121]

### 巴哈伊信仰
最多巴哈伊信徒人口 （截至2010年）在全国人口≥200,000的国家：
1. 印度  1,897,651 （2011年印度人口普查记录了4,572名巴哈伊信徒[144][145]）
2. 美国  512,864
3. 422,782
4. 越南 388,802
5. 刚果民主共和国 282,916
6. 菲律賓 275,069
7. 伊朗 251,127
8. 尚比亞 241,112
9. 南非 238,532
10. 玻利维亚 215,359
11. 坦桑尼亚 190,419
12. 委內瑞拉 169,811
13. 乌干达 95,098
14. 94,499
15. 巴基斯坦 87,259
16. 緬甸 78,915
17. 哥伦比亚 70,504
18. 马来西亚 67,549
19. 泰國 65,096
20. 59,898

### 耆那教
截至2005年：
1. 印度 5,146,697
2. 美国 79,459
3. 68,848
4. 英国 16,869
5. 加拿大 12,101
6. 坦桑尼亚 9,002
7. 尼泊尔 6,800
8. 乌干达 2,663
9. 緬甸 2,398
10. 马来西亚 2,052
11. 南非 1,918
12. 斐济 1,573
13. 日本 1,535
14. 1,449
15. 苏里南 1,217
16. 留尼汪 981
17. 比利时 815
18. 葉門 229